# Spermacoce filifolia
Spermacoce filifolia là một loài thực vật có hoa trong họ Thiến thảo. Loài này được (Schumach. & Thonn.) J.-P.Lebrun & Stork miêu tả khoa học đầu tiên năm 1984.